# Delaware-Pidgin
Delaware-Pidgin, auch „Delaware-Jargon“ genannt war eine Pidgin-Sprache, die auf der delawarischen Sprache der Unami beruhte und von nordamerikanischen Indianern (den Delaware) und europäischen Einwanderern zur Kommunikation miteinander benutzt wurde.

## Ursprung
Ab circa 1624 ließen sich niederländische Kolonisten am Delaware River nieder. Dort wurde das Delaware-Pidgin von Unami-Delaware-Sprechern entwickelt, um mit den Niederländern zu kommunizieren.

## Charakteristika
Beim Delaware-Pidgin handelt es sich um eine Pidgin Variante des Unami-Delaware. Letzteres ist einer von zwei eng verwandten Delaware-Dialekten, dem Unami und dem Munsee, die zum östlichen Zweig der Algonkin-Sprachen gehören. Der Dialekt weist die typischen starken Vereinfachungen einer Pidgin-Sprache, vor allem in der Morphologie, auf.

### Phonologie
Die ganze Palette von Unami-Lauten sowie der Gegensatz lang versus kurz im Bereich der Obstruenten und Vokale bleiben erhalten. Unbetonte Anfangssilben sowie Konsonantencluster werden jedoch oft vereinfacht, zum Beispiel pack „weinen“ von Süd-Unami ləpakw „er weint“.

### Morphologie
Unami-Verben werden auch im Pidgin nach Person und Numerus flektiert, doch werden hierfür unabhängige (alleinstehende) Pronomina verwendet. Es wird durchgehend die Singularform der Verben eingesetzt. Beim Nomen werden Numerus und Genus (und belebt versus unbelebt im Unami) nicht mehr unterschieden, obwohl dieser Unterschied sowohl in der Indianersprache als auch in europäischen Sprachen vorkommt.
Fälle werden nicht unterschieden. Die gleiche Form wird für Subjekt, (direktes und indirektes) Objekt sowie Genitive (Possessiva) verwendet.
Beispiel: Chingo kee peto nee chase...  „Wann Du bring Ich Fell...“ „Wann bringst Du mir Felle ?“.
Ist der Zusammenhang klar, werden Pronomina auch gerne weggelassen: Kacko pata 'was bring' = "was hast Du gebracht?". Die Negation, die im Unami aus einer Partikel und Suffix besteht, wird vereinfacht:
Matta ne hatah 'nicht Ich hab' = „Ich habe nichts“. Zum Teil werden versteinerte flektierte Formen als einfache Substantive verwendet: hocking „Boden“ aus (Süd-)Unami hák·ink „auf der Erde“, Lokativ zu hák·i „Erde“ oder nijlum „Schwester“ von Süd-Unami ní·ləm „meine Schwägerin“. Die im Unami unterschiedenen Kategorien von belebt versus unbelebt werden im Pidgin beliebig verwendet, vgl. horítt Manétto 'gut (unb.) Gott' = „guter Gott“ aber Makerick kitton 'groß (bel.) Fluss' = „Delaware River“.

### Wortschatz
Komposition wurde benutzt, um den Wortschatz aufzustocken.
Manúnckus mochijrick Síngwaes 'wütend groß Wildkatze' = „Berglöwe“, Hockung Tappin 'oben sitz(en)' = „Gott“.
Das Pidginwort aana „Weg, Straße“ konnte als Präposition gebraucht werden. Ana mochijrick bij 'Weg groß Wasser' = „über das Meer“.

## Verbreitung und Gebrauch
Niederländische Siedler zogen von Delaware weiter nach Manhattan (Nieuw Amsterdam). Bereits 1633 wurde dort eine Delaware-Pidgin-Wörterliste von de Laet veröffentlicht. Die Niederländer brachten das Pidgin schwedischen Kolonisten bei, welche es ihrerseits an Engländer weitergaben. Das Pidgin wurde im Folgenden nicht nur im Bereich der Unami-Delaware-Sprecher, sondern auch der verwandten Munsee-Delaware-Sprecher benutzt. Das Verbreitungsgebiet umfasste somit Long Island, Nord- und Süd-New Jersey sowie das Tal des Hudson Rivers. In den 1640ern übersetzte Campanius, ein lutherischer Missionar, einen Katechismus ins Delaware-Pidgin. Dem Katechismus ist ein Vokabular angehängt.

## Zusammenfassung
Das Delaware-Pidgin ist eine stark vereinfachte Sprache, die auf dem Unami-Delaware fußt und von Unami-Sprechern bewusst zur Kommunikation mit europäischen Siedlern entwickelt wurde. Obwohl es individuelle Varianten aufweist, handelt es sich klar um eine gelernte Sprache, nicht um Ad-hoc-Vereinfachungen. Dies zeigt sich auch darin, dass es über das Gebiet des Unami hinaus benutzt wurde. Der letzte Beleg für das Delaware-Pidgin datiert auf 1860.